# Terrie Hall
Pour les articles homonymes, voir Hall.
Terrie Linn McNutt Hall, née le 19 juillet 1960 à Mount Clemens dans l’État du Michigan et morte le 16 septembre 2013 , était une avocate américaine qui s'est fait connaître par le biais de campagnes télévisées contre le tabagisme.  

## Biographie

### Enfance et formation
Elle est née le 19 juillet 1960. Hall a commencé à fumer la cigarette à l'âge de treize ans.

### Lutte contre le tabagisme
Hall a prêté son visage à plusieurs publicités chocs contre le tabagisme, créées pour susciter l’intérêt du public et qui ont, pour la plupart, été diffusées par des chaînes de télévision de Caroline du Nord avant d'être diffusées par d'autres chaînes au niveau international ainsi que sur plusieurs sites internet. La plupart ont été gérées par le Center for Disease Control. Hall a déclaré, : « je suis fière d’avoir eu l’honneur de sensibiliser la population par rapport au tabagisme et d’avoir fait partie de quelque chose de si positif pour le maintien de la santé de la population. Et je suis heureuse d’avoir sauvé autant de vie avec mes conférences et mes publicité. » « Dans mes visites officielles il y a des personnes qui se sont écroulées en larmes devant moi en me remerciant et me disant que c'est grâce à mes publicités qu’ils ont cessé de fumer la cigarette. »

### Vie personnelle
Elle a eu deux filles et trois petits-enfants. Elle a surnommé son plus jeune petit-fils Jeffery « la lumière de sa vie » : cet enfant est né l’année où elle a subi sa laryngectomie. Hall avait une passion pour l’informatique et les ordinateurs mais elle a surtout animé des conférences scolaires avec des adolescents pour les sensibiliser face aux dangers liés au tabagisme.
Plus tard, elle a été diagnostiquée d'un cancer de la gorge et elle a subi une laryngectomie . Elle a déclaré : « Il est difficile de se motiver devant un cancer, quand je me suis éveillée de mon opération j’ai été incapable de prononcer le moindre son devant l’infirmière. »

### Mort
Hall a été diagnostiquée d’un cancer pour la onzième fois de sa vie. Ce cancer étant déjà en phase terminale, il n’y avait rien à faire. En été, le cancer s'était propagé à son cerveau. Elle est morte le 16 septembre 2013, âgée de 53 ans, au Centre médical Forsyth de la ville de Winston-Salem dans l’état de la Caroline du Nord. Elle a été filmée à l’hôpital par des membres de l’organisme anti-tabagisme pour lequel elle avait fait toutes ses conférences et elle est morte deux jours plus tard : le film a ensuite été utilisé pour créer une publicité contre le tabagisme qui fut publiée sur YouTube et de nombreux autres sites internet. Ses funérailles ont eu lieu le 21 septembre 2013 à l'église chrétienne de Pinedale.

## Distinctions
Hall a été honorée par le Center for Disease Control and Prevention, le 23 mai 2013. Elle a été aussi récompensée de plusieurs autres honneurs et titres,.